# Shizuo Kakutani
Shizuo Kakutani (角谷 静夫 Kakutani Shizuo?, 28 de agosto de 1911-17 de agosto de 2004) fue un matemático japonés, conocido por su teorema del punto fijo.
Kakutani estudió en la Universidad Tohoku, en Sendai. Al comienzo de su carrera pasó dos años en el Instituto de Estudios Avanzados de Princeton por invitación del matemático alemán Hermann Weyl. Allí conoció a John von Neumann.
Durante la II Guerra Mundial trabajó en la Universidad de Osaka, pero regresó al Instituto de Estudios Avanzados en 1948 y fue nombrado profesor de la Universidad de Yale en 1949.
El teorema del punto fijo de Kakutani es la generalización del teorema del punto fijo de Brouwer, para correspondencias generalizadas en vez de funciones. Su uso más destacado ha sido la prueba de la existencia del equilibrio de Nash en teoría de juegos.
Otras contribuciones matemáticas suyas, incluyen el rascacielos de Kakutani, un concepto en teoría ergódica, y su solución de la ecuación de Poisson, usando los métodos del análisis estocástico. La conjetura de Collatz es también conocida como conjetura de Kakutani.
Su hija, Michiko Kakutani, ganó el Premio Pulitzer como crítica literaria del New York Times.